# Marian Sowiński
Marian Sowiński (ur. 26 sierpnia 1951 w Rudzie) – generał brygady, Dowódca Jednostki Wojskowej 2305.

## Życiorys
Absolwent trzech wyższych uczelni (Wyższej Szkoły Oficerskiej im. Franciszka Witolda-Jóźwiaka w Szczytnie, Akademii Spraw Wewnętrznych, Uniwersytetu Warszawskiego). Od 1976 do 1989 roku pełnił służbę jako milicjant w Wydziale Zabezpieczenia Komendy Stołecznej Milicji Obywatelskiej (obecnie Biuro Operacji Antyterrorystycznych Komendy Głównej Policji) w sekcjach bojowych, przechodząc przez wszystkie stanowiska, do zastępcy naczelnika włącznie. Uzyskał liczne specjalności, m.in. skoczka spadochronowego, płetwonurka, ratownika wodnego, sternika motorowego i sternika jachtowego, instruktora szybkiej jazdy samochodem i inne.
Po zwolnieniu ze stanowiska w 1990 roku (rozwiązanie WZ KS MO), gdy podjęto decyzję o tworzeniu Grupy Realizacyjnej Operacji Most, znalazł się w grupie oficerów wytypowanych przez podpułkownika Petelickiego do nowo tworzonej jednostki. W JW 2305 pełnił funkcję szefa sztabu – zastępcy dowódcy (do grudnia 1995), a następnie Dowódcy JW 2305 (od 19 grudnia 1995 do 6 grudnia 1997).
W 1997 roku uczestniczył w rozmowach delegacji polskiej z zastępcą Sekretarza Generalnego ONZ do spraw operacji pokojowych B. Miyetem oraz doradcą Sekretarza Generalnego ONZ do spraw wojskowych generałem van Kappenem, dotyczących udziału żołnierzy GROM w siłach szybkiego reagowania ONZ. W okresie pełnienia służby w jednostce odznaczony został Krzyżem Kawalerskim Orderu Odrodzenia Polski, Krzyżem Zasługi za Dzielność, Srebrnym Krzyżem Zasługi.
W dniu 25 sierpnia 1997 roku awansowany do stopnia generała brygady. Posiada złotą odznakę Jednostki Wojskowej Grom.